# Gyllenvingad todityrann
Gyllenvingad todityrann (Poecilotriccus calopterus) är en fågel i familjen tyranner inom ordningen tättingar.

## Utbredning och systematik
Fågeln förekommer från sydöstra Colombia (Putumayo) till östra Ecuador och nordöstra Peru (Loreto). Den behandlas som monotypisk, det vill säga att den inte delas in i några underarter.

## Status
IUCN kategoriserar arten som livskraftig.